# Lijst van zapovedniks in Kirgizië
Deze pagina bevat een lijst van zapovedniks in Kirgizië. Kirgizië telt anno 2016 tien zapovedniks; strikte natuurreservaten met IUCN-categorie Ia. Hiervan hebben twee gebieden de status van biosfeerreservaat toegekend gekregen en vallen daarmee onder het Mens- en Biosfeerprogramma (MAB) van UNESCO.
| Naam                            | Jaar van oprichting | Oppervlakte in km² | Oblast       | Afbeelding | Opmerkingen                                                           |
| ------------------------------- | ------------------- | ------------------ | ------------ | ---------- | --------------------------------------------------------------------- |
| Beš-Aral Беш-Арал               | 1979                | 867,48             | Dzjalal-Abad |            |                                                                       |
| Ysyk-Köl Ысык-Көл               | 1948                | 196,61             | Ysykköl      |            | Sinds 2001 behorend tot de kernzone van Biosfeerreservaat Issyk-Koel. |
| Karatal-Ǧapyryk Каратал-Жапырык | 1994                | 157,54             | Naryn        |            |                                                                       |
| Karabuura Карабуура             | 2005                | 590,67             | Talas        |            |                                                                       |
| Kulun Ata Кулун Ата             | 2004                | 277,8              | Osj          |            |                                                                       |
| Naryn Нарын                     | 1983                | 361,6              | Naryn        |            |                                                                       |
| Padyša Ata Падыша Ата           | 2003                | 305,56             | Dzjalal-Abad |            |                                                                       |
| Sary-Čelek Сары-Челек           | 1959                | 238,68             | Dzjalal-Abad |            | Biosfeerreservaat sinds 1978.                                         |
| Saryčat-Ertaš Сарычат-Эрташ     | 1995                | 720,8              | Ysykköl      |            |                                                                       |
| Surmataš Сурматаш               | 2009                | 661,94             | Batken       |            |                                                                       |